# Jan Racek
Jan Racek (1. června 1905 Bučovice – 5. prosince 1979 Brno) byl český hudební vědec, pedagog a organizátor hudebního života.

## Život
Maturoval na gymnáziu v Bučovicích v roce 1924. Studoval na Masarykově univerzitě v Brně hudební vědu u profesora Vladimíra Helferta a dále historii, filosofii, zeměpis a dějiny umění. Vedle toho studoval hru na klavír u M. Kuhlové a Anny Holubové a nauku o harmonii a o hudebních formách u Josefa Blatného. V roce 1929 získal titul PhDr. na základě disertační práce: Idea vlasti, národa a slávy v díle Bedřicha Smetany. Stal se ředitelem hudebního archivu Moravského muzea v Brně a tuto funkci zastával až do roku 1948.[zdroj?]
Vykonal řadu studijních cest do Itálie, Belgie, Francie, Německa, Rakouska, Jugoslávie, Polska a Maďarska, na nichž se zabýval studiem knihovnické a archivní techniky. Shromáždil tisíce pramenů, které pečlivě archivoval Moravském muzeu. Jeho hlavním cílem byl soupis hudebních moravik a bohemik v zahraničních knihovnách. Dalším střediskem jeho zájmu byla raná italská monodie 17. století a posléze vztah českého a světového hudebního baroka a klasicismu v 18. století.[zdroj?]
Na Masarykově Univerzitě se v roce 1937 habilitoval docentem, ale následující okupace Československa a uzavření vysokých škol mu znemožnilo další pedagogickou činnost. V roce 1948 byl na Filosofické fakultě Masarykovy univerzity jmenován profesorem hudební vědy. Stal se ředitelem hudebněvědného semináře a vedoucím katedry dějin umění.[zdroj?]
Jeho činnost mimoškolní byla rozsáhlá a rozmanitá. Byl vedoucím Ústavu pro etnografii a folkloristiku ČSAV v Brně, předsedou Společnosti Pavla Křížkovského, místopředsedou Matice moravské, spoluzakladatelem hudebně vědecké sekce Svazu českých skladatelů, redaktorem edice Musica Antiqua bohemica i čestným členem Pěveckého sdružení moravských učitelů. Aktivně se účastnil mnoha zahraničních kongresů. Byl členem vídeňské společnosti Gesellschaft zur Herausgabe von Denkmälern der Tonkunst in Östereich a švýcarské společnosti Société Internationale de Musicologie se sídlem v Basileji. Podílel se také na organizaci hudebního života v Brně, byl místopředsedou organizačního výboru Janáčkova festivalu v Brně. Vykonával i rozsáhlou popularizační a přednáškovou činnost.[zdroj?]
Na základě knihy Beethoven – Růst hrdiny bojovníka byl v roce 1957 jmenován Doktorem historických věd.
Zemřel v Brně 5. prosince 1979 a je pochován na brněnském Ústředním hřbitově.

## Dílo
Jeho vědecké a popularizační dílo je neobyčejně rozsáhlé. Zpočátku se věnoval rané italské monodii 17. století a hudbě českého a světového baroka a klasicismu 18. století. Později se specializoval na dílo Bedřicha Smetany, Leoše Janáčka, Pavla Křížkovského a Ludwiga van Beethovena, Antonína Dvořáka, Františka Antonína Míču. Je autorem cca 40 prací vydaných knižně a několika stovek drobnějších publikací a článků v našem i zahraničním tisku. Úplnou bibliografii profesora Jana Racka vydala Katedra věd o umění Univerzita Jana Evangelisty Purkyně v Brně v roce 1986.[zdroj?]

## Vyznamenání
- Krajská cena osvobození (za knihu o Ludwigu van Beethovenovi)
- Řád práce